# Betario de Chartres
Betario de Chartres (f. c. 623), obispo de Chartres a principios del siglo VII.
Es un santo cristiano que se celebra el 2 de agosto.
Es conocido en el año 600 por Fredegario y por una Vita tardía que, a pesar de sus anacronismos, parece tener una sólida base histórica.  El obispo Pappole le da permiso para vivir como ermitaño cerca de Blois. Fue nombrado capellán por Clotario II.  En 594, a la muerte del obispo Pappole, fue elegido obispo de la ciudad de Chartres, donde se instaló poco después de 595. Teoderico II, rey de Borgoña, conquistó y devastó la ciudad de Chartres. Para pagar el rescate de los prisioneros, el obispo intercambia lo que posee, incluso utilizando el tesoro de su iglesia. Incluso se presenta ante el rey para cambiar su vida por la de sus seguidores.  Conmovido, el rey lo libera y restaura los bienes.  Murió en 623.
Una ciudad del departamento francés de Loir-et-Cher recuerda su nombre: Saint-Bohaire.
Considerado santo, su fiesta se celebra el 2 de agosto en la Iglesia Católica y Ortodoxa.